# Кызылкуль (Западно-Казахстанская область)
Кызылкуль (каз. Қызылкөл) — село в Чингирлауском районе Западно-Казахстанской области Казахстана. Административный центр Кызылкульского сельского округа. Код КАТО — 276645100.

## Население
В 1999 году население села составляло 338 человек (171 мужчина и 167 женщин). По данным переписи 2009 года, в селе проживало 148 человек (73 мужчины и 75 женщин).